# Památník Franklina Delana Roosevelta
Památník Franklina Delana Roosevelta ve Washingtonu DC, je postaven na památku Franklina Delana Roosevelta (FDR), 32. prezidenta Spojených států, a na památku doby, kterou reprezentuje. Památník je druhým ze dvou památníků postavených ve Washingtonu D.C. věnovaných FDR.
Památník byl dedikován prezidentem Billem Clintonem 2. května 1997. Jsou v něm vytvořeny čtyři venkovní prostory („místnosti“), každá z nich je věnovaná jednomu ze čtyř funkčních období FDR.  Sochy inspirované fotografiemi FDR zobrazují 32. prezidenta vedle jeho psa Faly .
Další sochy zobrazují scény z Velké hospodářské krize. Bronzová socha první dámy Eleanor Rooseveltové stojící před emblémem OSN je poctou její práci pro tuto organizaci. Je to jediný prezidentský památník, který zobrazuje první dámu. 
Vzhledem k Rooseveltově postižení měli návrháři památníku v úmyslu vytvořit památník, který by byl přístupný lidem s tělesným postižením. Proto zde najdeme oblast s hmatovými reliéfy s Braillovým písmem pro nevidomé. Památník však čelil závažné kritice ze strany zastánců lidi se zdravotním postižením. Návštěvníci se zrakovým postižením si stěžovali, že Braillova písmena měla mezi sebou nepravidelné mezery a že některé popisky a reliéfy byly umístěny 2,5 metrů nad zemí mimo dosah většiny lidí. 

## Design a funkce
Tekoucí voda je důležitou fyzickou a metaforickou součástí památníku. Každá ze čtyř „místností“ představujících Rooseveltovo funkční období obsahuje vodopád. Jak návštěvník přechází z místnosti do místnosti, vodopády se stávají větší a složitější, což odráží rostoucí komplexnost prezidentova úřadu v jednotlivých funkčních obdobích , která se vyznačovala obrovskými otřesy hospodářské deprese a světové války.
Průvodci po památníku popisují symboliku pěti hlavních vodních oblastí jako:
- Jedna vodní kaskáda - krach ekonomiky, který vedl k Velké depresi
- Schodišťová vodní kaskáda - projekt přehrady Tennessee Valley Authority
- Náhodné dopady vody pod různými úhly - druhá světová válka
- Bazén se stojatou vodou - Rooseveltova smrt
- Řada nesourodých vodopádů - retrospektiva Rooseveltova prezidentství

Památník je součástí National Mall and Memorial Parks. Je spravován National Park Service a do Národního registru historických míst bl zapsán ke dni jeho zřízení, 2. května 1997. 

## Kontroverze
Podle původního návrhu měl FDR sedět na invalidním vozíku . Místo toho ale socha ukazuje prezidenta sedícího na židli zakryté pláštěm.
 Sochař přidal kolečka na zadní stranu židle v úctě k obhájcům lidí s postižením, což z něj udělalo symbolický „invalidní vozík“. Kolečka jsou viditelná pouze při pohledu na sochu zezadu.  
Americká Národní organizace pro zdravotně postižené vybrala v průběhu dvou let 1,65 milionu USD na financování další sochy, která by zřetelně ukázala prezidenta na vozíku. V lednu 2001 byla pak tato nová socha umístěna v blízkosti vchodu do památníku. Socha ukazuje FDR usazeného na invalidním vozíku podobném tomu, který používal v době svého života.

## Galerie

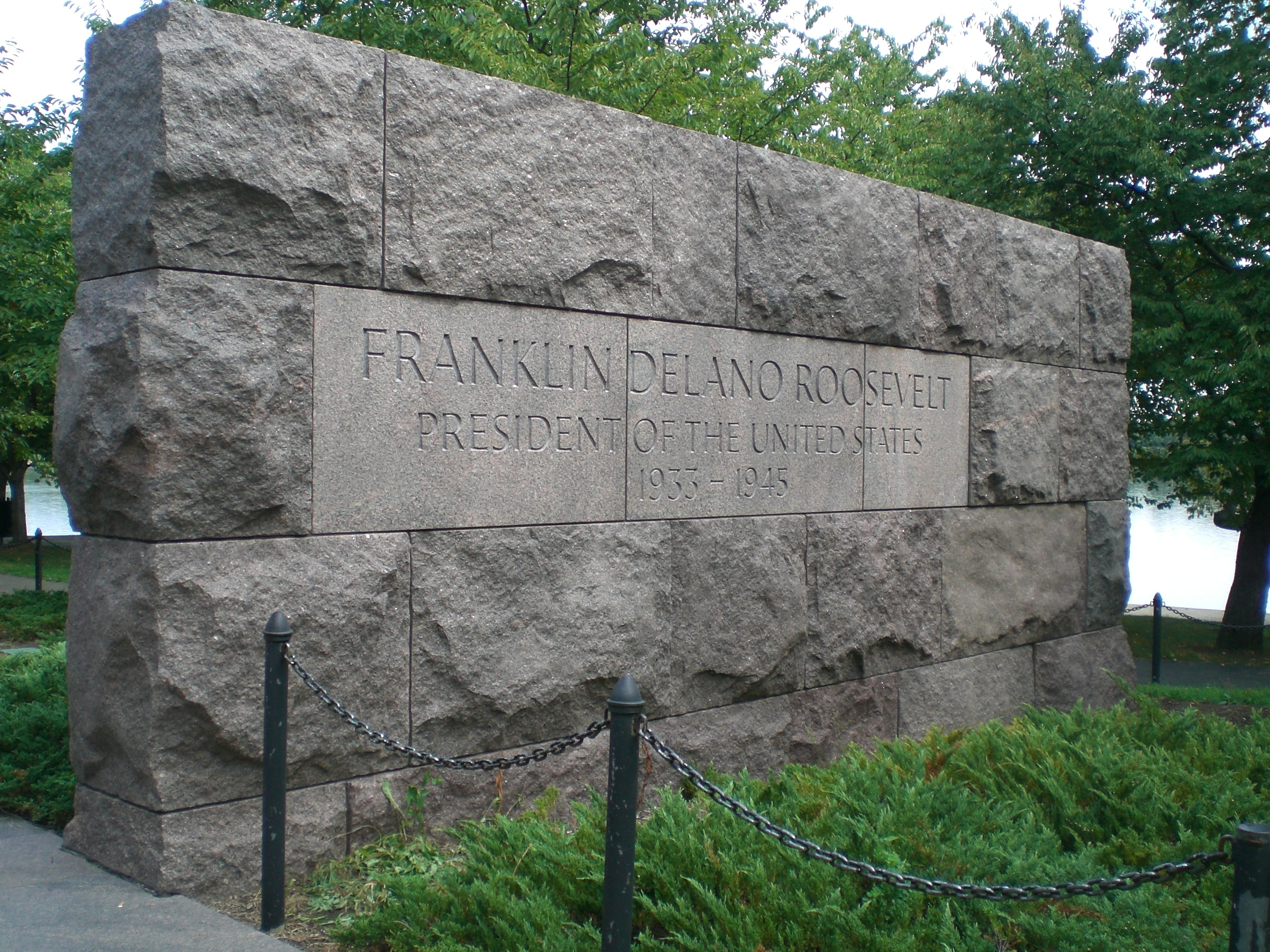
Nápis před památníkem FDR ve Washingtonu DC
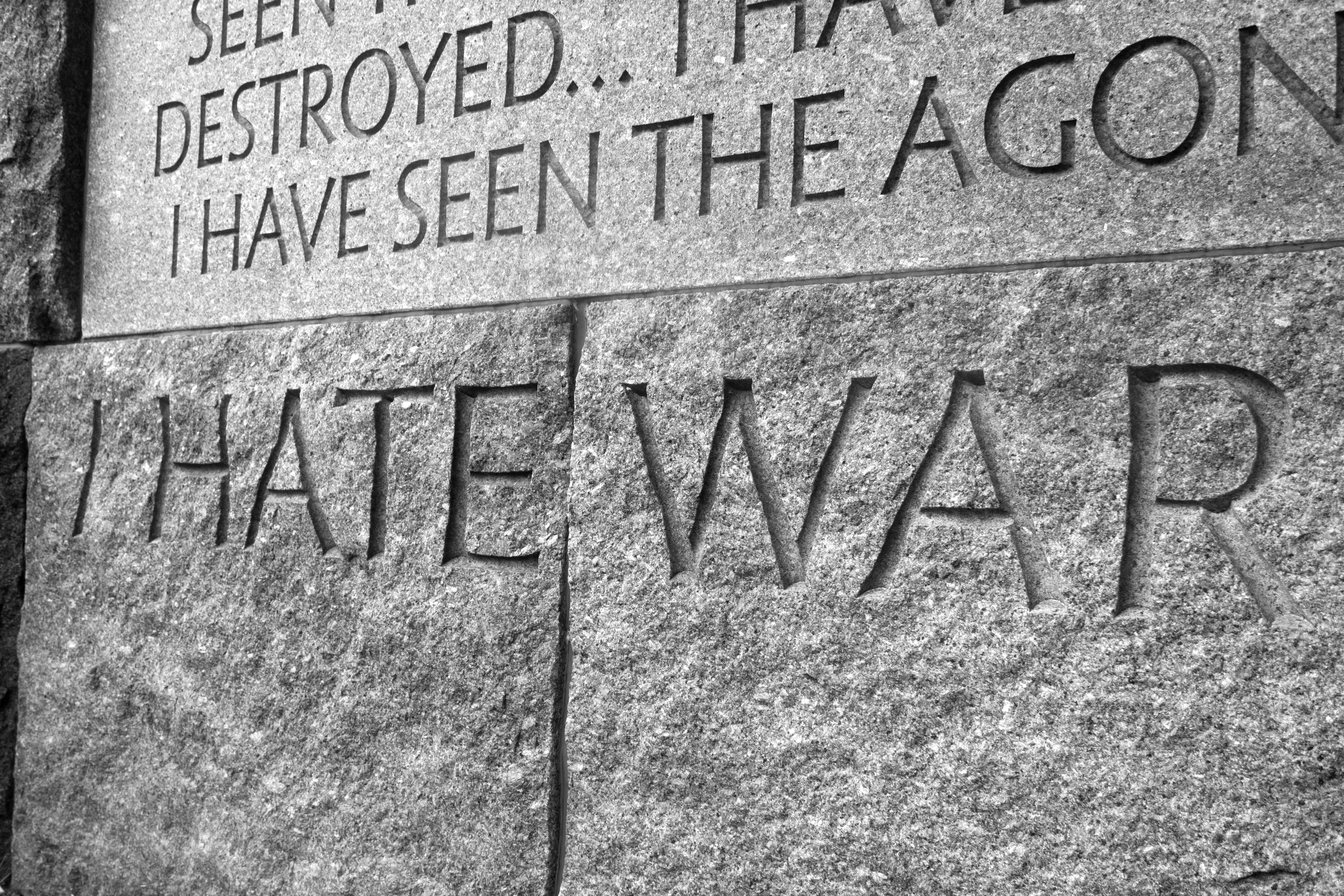
Nápis „Nenávidím válku“.
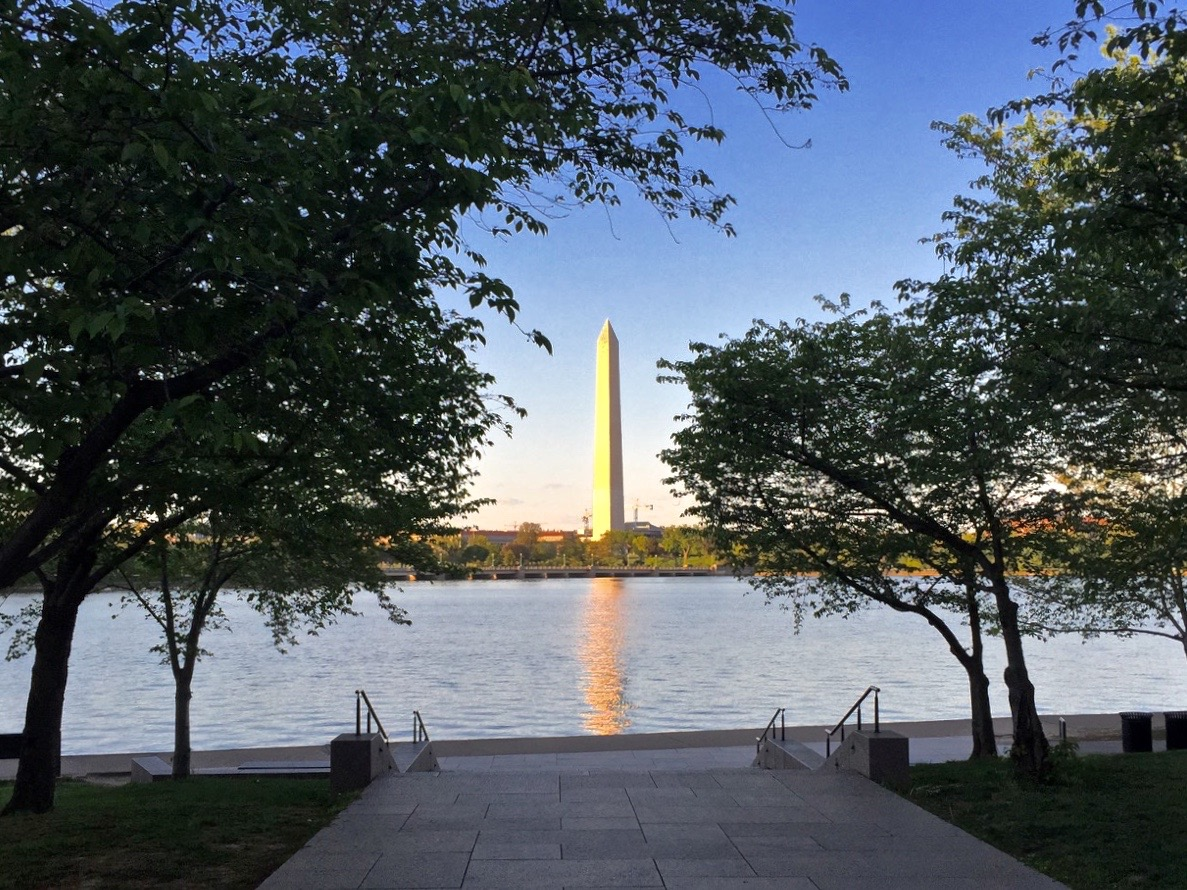
Pohled na Washingtonův monument od památníku FDR.

## Původní památník Franklina Delana Roosevelta

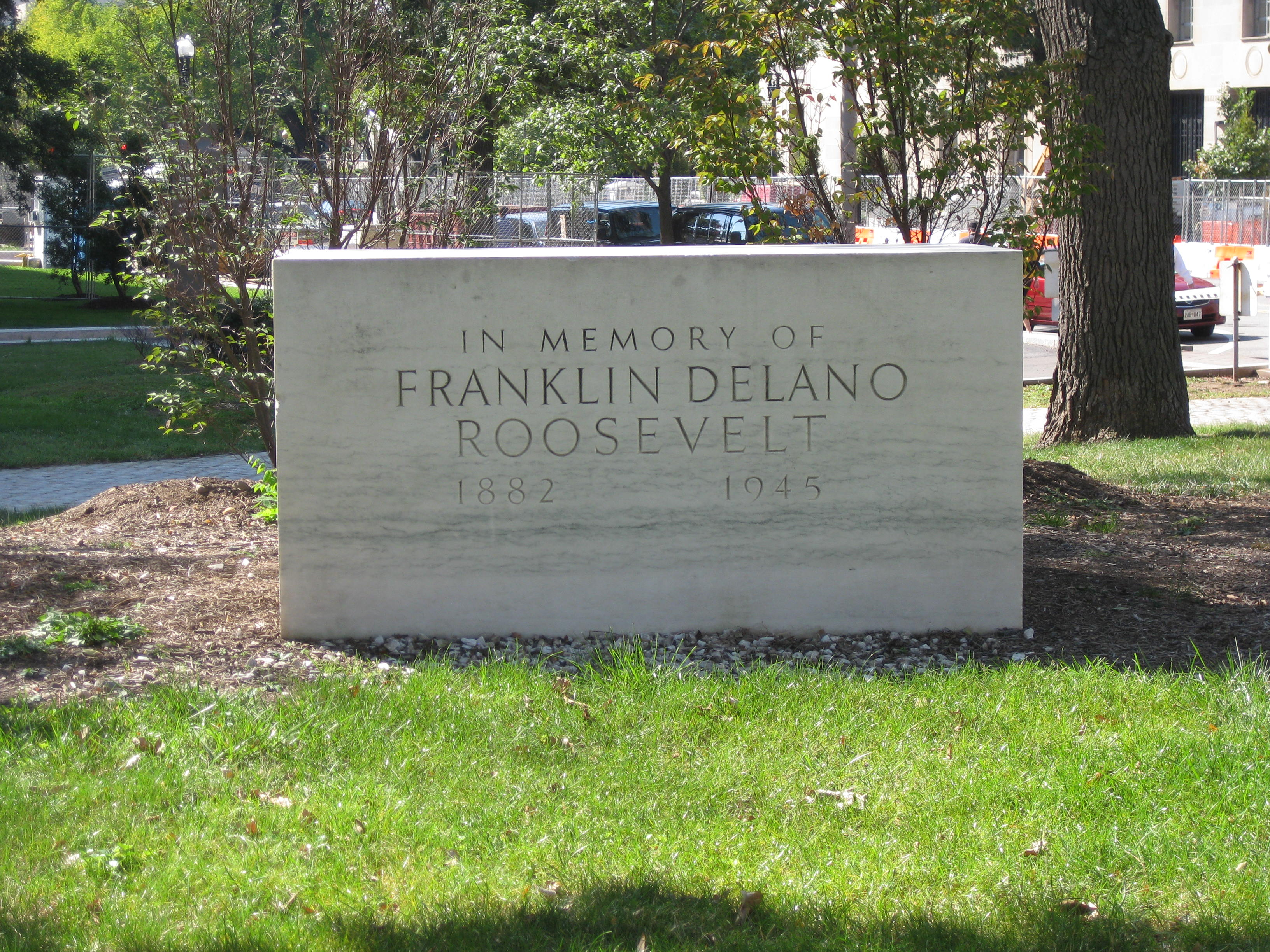
Původní památník FDR poblíž rohu ulic 9. ulice NW a Pennsylvania Avenue NW (2009)

Původní památník tvořil blok bílého mramoru. Byl dedikován v roce 1965 a byl umístěn na trávníku před budovou Národního archivu.  Na mramoru jsou vyryta slova: "Na památku Franklina Delana Roosevelta 1882–1945". 